# جايتانو موسكا
غايتانو موسكا (1 أبريل 1858 - 8 نوفمبر 1941)، هو عالم وفيلسوف سياسي وصحفي إيطالي. يُنسب إليه تطوير نظرية النخبة وعقيدة الطبقة السياسية وهو أحد الأعضاء الثلاثة الذين يشكلون المدرسة النخبوية الإيطالية جنبًا إلى جنب مع فيلفريدو باريتو وروبرت ميشيلز.

## حياته
وُلد في صقلية 1 أبريل 1858، ونشأ وهو يستمع إلى قصص القتال بين الدولة الدينية المقدسة والدولة المدنية المستقلة، وتلقى في صباه أقاصيص الرواة عن غريبالدي وفكتور عمانويل، وهي من أعجب الأقاصيص عن العلاقة بين القائد «الدكتاتور» والملك المختار، ثم شهد القارة الأوروبية وهي تنتقل من نظام إلى نظام من أنظمة الحكم على اختلافها بين ملكية مطلقة وملكية مقيدة، وبين جمهورية وإمبراطورية، وبين انتخابية تضيق فيها حقوق التصويت إلى انتخابية تتسع فيها هذه الحقوق غاية مداها من الاتساع. وعاصر فرنسا وهي تتحول من جمهورية إلى إمبراطورية، ثم من إمبراطورية إلى جمهورية كرة أخرى، وشهد قيام الدولة الجرمانية الموحدة كما شهد قيام غيرها من الدول الصغيرة في أوروبا الشرقية، ولم تمضِ في حياته فترة دون أن يسمع بنبأ من أنباء الثورات أو الفتوح.
حصل موسكا على إجازة في القانون من جامعة باليرمو عام 1881. في عام 1887 انتقل إلى روما وتولى منصب رئيس تحرير وقائع مجلس النواب الإيطالي. بعد أن درّس من حين لآخر في باليرمو وروما، أصبح موسكا رئيسًا للقانون الدستوري في جامعة تورين عام 1896. شغل هذا المنصب حتى عام 1924، عندما استقر بشكل دائم في روما لشغل كرسي القانون العام في جامعة روما. شغل موسكا العديد من المناصب الأكاديمية الأخرى طوال حياته.

## من مؤلفاته
- الطبقة الحاكمة.
- تاريخ المذاهب السياسية.
- «عناصر العلم السياسي» (سنة 1923).

## روابط خارجية
جايتانو موسكا على موقع الموسوعة البريطانية (الإنجليزية)

- Britannica.com: جايتانو موسكا
- ما هي المافيا: "ما هي المافيا". M&J ، 2014. ترجمة كتاب "Cosa è la Mafia" Giornale degli Economisti، Luglio 1901